# Fiat G.18
Die  Fiat G.18 war ein Verkehrsflugzeug des italienischen Herstellers Fiat. Durch die konstruktive Auslegung als zweimotoriger freitragender Tiefdecker in Ganzmetallbauweise und einziehbarem Fahrwerk ähnelte die Konstruktion stark der zeitgenössischen Douglas DC-2.

## Geschichte
Fiat suchte nach der Gründung der von ihr kontrollierten Fluggesellschaft Avio Linee Italiane SA (ALI) im Jahre 1928 nach Ersatz für die anfangs eingesetzten Fokker-Verkehrsflugzeuge. Den zuerst entwickelten Fiat G.2 und Fiat APR.2 war kein großer Erfolg beschieden, es wurde jeweils nur ein Exemplar gebaut. Erst der dritte Entwurf, die G.18, erreichte mit neun gebauten Flugzeugen einen erwähnenswerten wirtschaftlichen Erfolg.
Ausgestattet war das Flugzeug anfangs mit zwei Fiat-A.59R-Motoren mit 700 PS. Der Erstflug fand am 18. März 1935 statt. Es wurden drei Maschinen dieser Ursprungsversion gebaut, der Prototyp mit dem Luftfahrzeugkennzeichen I-ELIO und zwei weitere Maschinen (I-ETRA, I-ETNA); alle drei wurden an die Avio Linee Italiane ausgeliefert.
Da die Flugleistung der G.18 unbefriedigend war, wurde das Flugzeug mit den wesentlich stärkeren Motoren Fiat A.80 RC.41 mit 1000 PS ausgestattet und als G.18V bezeichnet („V“ für Veloce). Hiermit konnte eine Höchstgeschwindigkeit von 400 km/h und eine Reichweite von 1675 km erzielt werden. Diese Version hatte ihren Erstflug am 11. März 1937. Von der G.18 V wurden sechs Stück gebaut; sie erhielten die Kennzeichen I-ELFO, -ELCE, -ERME, -ENEA, -EION, -EURE.

## Konstruktion
Konstruiert wurde die G.18 von Giuseppe Gabrielli, der sich bei der konstruktiven Auslegung an der Douglas DC-2 orientierte, die seit Anfang 1935 auch von der ALI geflogen wurde.
Die Tragfläche bestand aus drei Teilen, wobei das Mittelstück eine Rechteckform mit leicht nach außen zulaufender Hinterkante aufwies. Diese Sektion war in einer Stahlrohr-Gitterbauweise ausgeführt, war blechbeplankt und trug die Triebwerke und das Hauptfahrwerk. Die Außensektionen besaßen Trapezform und eine abnehmende Profildicke. Aufgebaut waren sie in einer dreiholmigen Duralumin-Konstruktion mit durchgehender Leichtmetallbeplankung, lediglich der hintere Bereich war stoffbespannt. Zwischen Rumpf und Querruder waren Spaltklappen angeordnet.
Der Rumpf hatte eine Duralumin-Halbschalenauslegung, wobei die Seiten wie auch der Unterrumpf fast vollständig eben gestaltet waren, lediglich die Rumpfoberseite hatte eine deutlich gerundete Form. Die Beplankung bestand aus Dural-Glattblech. Die Kabine besaß eine Wärme- und Lärmdämmung.
Die Räder des Hauptfahrwerks wurden nach vorne in die Motorgondeln eingezogen, ragten aber noch zur Hälfte heraus, um bei Bauchlandungen einen gewissen Schutz für die Zelle zu bieten. Das Spornrad war steuer- aber nicht einziehbar.

## Nutzung
Die ALI erhielt die drei G.18 in der Ursprungsversion Anfang 1936. An die Avio Linee wurden 1937 auch sämtliche gebauten G.18V (insgesamt sechs Flugzeuge) geliefert. Die Avio Linee setzte die G.18 neben ihren Savoia-Marchetti SM.73 vor dem italienischen Kriegseintritt auf allen ihren Strecken nach Mittel- und Osteuropa ein.
Am 10. Juni 1940 wurden alle neun G.18 in der „Nucleo Communicazioni Avio Linee“ der Regia Aeronautica zusammengefasst. Sie wurden dort für den zivilen Flugverkehr nach Osteuropa im Pool mit der ungarischen MALERT und der rumänischen LARES eingesetzt. In Notfällen flogen die G.18 aber auch militärische Fracht. Ab November 1940 wurden Truppen nach Albanien für den Krieg gegen Griechenland befördert.

## Zwischenfälle
- Am 26. November 1940 machte die Fiat G.18 der Avio Linee Italiane (ALI)/Regia Aeronautica mit dem Luftfahrzeugkennzeichen I-ELIO bei der Landung auf dem Flughafen Mailand-Linate Totalbruch. Alle Insassen überlebten.[3]

- Am 16. November 1942 verbrannte die Fiat G.18 I-ETNA der Avio Linee Italiane SA (ALI)/Regia Aeronautica nach einem Bruch nahe Mailand. Bei Nebel war der Treibstoff ausgegangen, und die Maschine wurde notgelandet. Die gesamte Besatzung, die einzigen Insassen, überlebte.[4]

- Am 29. Januar 1943 wurde die Fiat G.18 V I-EURE der Avio Linee Italiane (ALI)/Regia Aeronautica bei einem Flug von Belgrad nach Venedig bei einer Flughöhe von 30 m in Nebelfeldern 500 Meter vor dem Flughafen Venedig ins Meer geflogen, wobei die vierköpfige Besatzung und eine weitere Person ums Leben kamen.[5]

- Am 30. April 1944 wurde die Fiat G.18 V I-ELCE der Regia Aeronautica bei einem Bombenangriff auf den Flugplatz Mailand-Bresso zerstört.[6]

## Verbleib
Am 8. September 1943 waren noch sechs G.18 vorhanden. Die I-EION setzte sich nach Süditalien ab und flog für die italienische Aeronautica Cobelligerante Italiana auf Seiten der Alliierten.
Die restlichen fünf Flugzeuge wurden von der Deutschen Lufthansa beschlagnahmt. Vier davon schlachtete sie aus, das fünfte Flugzeug (I-ELCE) wurde am 27. April 1944 an die italienische Luftwaffe übergeben.

## Technische Daten (G.18V)
| Kenngröße             | Daten                                                                            |
| --------------------- | -------------------------------------------------------------------------------- |
| Besatzung             | 3 (Pilot, Copilot, Funker)                                                       |
| Passagiere            | 18                                                                               |
| Länge                 | 18,81 m                                                                          |
| Spannweite            | 25,00 m                                                                          |
| Höhe                  | 5,01 m                                                                           |
| Flügelfläche          | 88,26 m²                                                                         |
| Flügelstreckung       | 7,1                                                                              |
| Leermasse             | 7.200 kg                                                                         |
| Startmasse            | max. 10.800 kg                                                                   |
| Höchstgeschwindigkeit | 400 km/h                                                                         |
| Dienstgipfelhöhe      | 8.700 m                                                                          |
| Reichweite            | 1.675 km                                                                         |
| Triebwerke            | zwei 18-Zylinder-Doppelsternmotoren Fiat A.80 RC.41 mit je 746 kW (ca. 1.010 PS) |